# Donata Jancewicz
Donata Jancewicz-Wawrzyniak (Danzica, 17 giugno 1969) è un'ex altista polacca.

## Palmarès

### Europei
- 1 medaglia:
  - 1 argento (Budapest 1998 nel salto in alto)